# Kaponga
Kaponga ist ein kleines Dorf im South Taranki District der Region Taranaki auf der Nordinsel von Neuseeland.

## Namensherkunft
Kaponga ist in der Sprache der Māori die Bezeichnung für einen Baumfarn, der gerne für Palisaden verwendet wurde.

## Geographie
Kaponga befindet sich rund 15 km südwestlich von Stratford und rund 16 km südöstlich des Gipfels des Mount Taranaki. Das Dorf liegt an der Verbindungsstraße zwischen Eltham am New Zealand State Highway 3 rund 13 km östlich und Ōpunake am New Zealand State Highway 45, rund 25 km westlich. Die Küste der South Taranaki Bight befindet sich rund 17 km südlich des Dorfes.

## Geschichte
Das Dorf entstand 1882. Viele Siedler kamen aus der Schweiz, weswegen auch 1952 im Dorf der „Swiss Club“ gegründet wurde.

## Bevölkerung
Zum Zensus des Jahres 2013 zählte der Ort 303 Einwohner, 18,5 % weniger als zur Volkszählung im Jahr 2006.

## Wirtschaft
Das Dorf lebt von der Landwirtschaft. Von den zahlreichen Geschäften die das Dorf einst hatte, blieben ein 4-Square-Supermarkt, eine Molkerei, zwei Geschäfte für Landbedarf, ein Tierarzt und eine Bed-and-Breakfast-Übernachtungsmöglichkeit sowie ein Pub. Die Bücherei des Ortes wird vom Distrikt als „LibraryPlus“ betrieben, die neben der Buchleihe auch Verwaltungsleistungen des Distriktes und einen Internetzugang anbietet.

## Bildungswesen
Die Grundschule Kaponga School hatte 2011 104 Schüler und ein decile rating von 4. Sie wurde 1891 gegründet und fusionierte 2005 mit den Schulen von Kapuni und Mahoe.
St. Patrick's School ist eine ins staatliche Bildungswesen integrierte katholische Grundschule mit 28 Schülern und einem decila rating von 5 im Jahre 2011. St. Patrick's begann 1921 in der örtlichen Kirche zu lehren und zog im Februar 1922 in ein eigenes Schulhaus.

## Sehenswürdigkeiten
- Das Dorf bezeichnet sich gerne als „Gateway to Dawson Falls“ (Zugang zu Dawson Falls), einem Wasserfall, der sich rund 14 km nördlich an der Ostseite des Mount Taranaki befindet.
- Rund 4 km nördlich des Dorfes befindet sich Hollands Garden, eine Schenkung an den Queen Elizabeth National Trust aus dem Jahr 1982.[2]
- Im Dorf selbst gibt es ein kleines Museum, das Hazelwood Horse Ornament Museum, das Gegenstände mit Pferdemotiven ausstellt, die von der Familie Hazelwood gesammelt wurden.